# Sparrows
|  | Denne artikel er oprettet af botten PalnaBot ud fra en ekstern database. Den kan derfor have sproglige fejl eller mangler. Denne skabelon kan fjernes efter kontrol af indholdet. |

Sparrows er en film instrueret af Rúnar Rúnarsson efter manuskript af Rúnar Rúnarsson.

## Handling
Drengen Ari bor til hverdag i Reykjavík med sin mor Ösp, men da hun må rejse væk med arbejdet, tvinges Ari til at tilbringe sommeren hos sin far Gunnar i Isafjördur, en lille flække i det vestlige Island. Gunnar er alkoholiseret og lever et tarveligt liv på samfundets bund. Han bryder sig bestemt ikke om sin tidligere kones intellektuelle livsstil i Reykjavik, eller om at Ari skal vokse op med hendes nye, danske mand som stedfar. Ari rejser alene til Isafjördur, hvor han hurtigt genfinder sine gamle venner, heriblandt Bassi og hans kæreste Maria. Det er flere år siden de har set hinanden og Ari forklarer, at han skal være på besøg hele sommeren. Ari møder også sin barndomskærlighed Laura.